# Regione di Whitsunday
La regione di Whitsunday è una Local Government Area che si trova nel Queensland. Si estende su una superficie di 23.862,7 chilometri quadrati e ha una popolazione di 31.426 abitanti. La sede del consiglio si trova a Bowen.